# پیوریتی رینگ
پیوریتی رینگ (به انگلیسی: Purity Ring) گروهٔ موسیقی الکتروپاپ از ادمونتون، آلبرتا، کانادا می‌باشد که در سال ۲۰۱۰ توسط نوازنده/تهیه‌کننده کورین رادیک و خواننده مگان جیمز تشکیل داده‌شد.

## اعضا
- کورین رادیک  – نوازنده، تهیه‌کننده (۲۰۱۰–اکنون)
- مگان جیمز  – آواز (۲۰۱۰–اکنون)، تهیه‌کننده (۲۰۲۰–اکنون)

## ترانه‌شناسی
آلبوم‌ها
- عبادتگاه‌ها (۲۰۱۲)
- ابدیتی دیگر (۲۰۱۵)
- رحم (۲۰۲۰)

آلبوم‌های چندآهنگه
- قبرها (۲۰۲۲)